# Clyde (Nueva Jersey)
Clyde es un lugar designado por el censo ubicado en el condado de Somerset en el estado estadounidense de Nueva Jersey. En el año 2010 tenía una población de 213 habitantes, para el año 2023 ha descendido a 108 habitantes.

## Geografía
Clyde se encuentra ubicado en las coordenadas 40°29′12.17″N 74°30′37.11″O / 40.4867139, -74.5103083.